# Мили (Ретимни)
Мили (греч. Μύλοι) — деревня в Греции на Крите. Расположена в 6 километрах юго-восточнее Ретимнона и в 3 километрах к северо-западу от Хромонастири. Входит в общину (дим) Ретимни в периферийной единице Ретимни в периферии Крит. Население 27 жителей по переписи 2011 года.
Название происходит от греч. μύλος мельница, множество водяных мельниц было построено в венецианский период (1205—1669) и работало до 1970-х годов в ущелье Мили (Φαράγγι Μύλων).
В 1669—1898 годах турки оккупировали Мили.

## Сообщество Хромонастири
В местное сообщество Хромонастири входят четыре населённых пункта. Население 391 житель по переписи 2011 года. Площадь 9,604 квадратных километров.
| Населённый пункт | Население (2011), человек |
| ---------------- | ------------------------- |
| Капедиана        | 25                        |
| Мили             | 27                        |
| Принедес         | 41                        |
| Хромонастири     | 298                       |

## Население
| Год  | Население, человек |
| ---- | ------------------ |
| 1991 | 31                 |
| 2001 | 37                 |
| 2011 | ↘ 27               |